# Esto Es Lo Que Soy
Esto Es Lo Que Soy é o primeiro EP da dupla de cantores mexicanos Jesse & Joy. Foi lançado em 10 de fevereiro de 2008 e contém todos os singles do álbum Esta Es Mi Vida e mais uma música inédita nomeada "Esto Es Lo Que Soy", que dá título ao EP e é tema de abertura da novela mexicana do SBT As tontas não vão ao céu, de 2010. 

## Faixas
| N.º | Título               | Compositor(es) | Duração |  |
| 1.  | "Esto Es Lo Que Soy" | Jesse & Joy    | 3:32    |  |
| 2.  | "Espacio Sideral"    | Jesse & Joy    | 3:43    |  |
| 3.  | "Ya No Quiero"       | Jesse & Joy    | 3:27    |  |
| 4.  | "Volveré"            | Jesse & Joy    | 3:50    |  |
| 5.  | "Llegaste Tú"        | Jesse & Joy    | 4:06    |  |

## Posições

### Álbum
| Parada                           | Posição |
| -------------------------------- | ------- |
| U.S. Billboard Hot Latin Tracks  | 30      |
| U.S. Billboard Latin Pop Airplay | 14      |
| Top 100 México                   | 51      |

### Singles
| Título             | Posição | Posição    |
| Título             | Latino  | Pop latino |
| ------------------ | ------- | ---------- |
| Esto Es Lo Que Soy | 30      | 14         |